# Macrothamnium delicatulum
Macrothamnium delicatulum là một loài Rêu trong họ Hylocomiaceae. Loài này được Broth. mô tả khoa học đầu tiên năm 1929.